# Help! (canção)
"Help!" é uma canção da banda britânica The Beatles, composta por John Lennon, mas creditada à dupla Lennon-McCartney. Foi lançada em compacto, em 1965, tendo a canção "I'm Down" como lado B, e também no álbum e no  filme de mesmo nome. Help foi composta em uma época onde John Lennon estava passando por um período difícil em sua vida, onde estava sentindo o peso de ser um beatle, com diversas pressões ocorrendo em sua vida. Em vários trechos da musica como ''Socorro, eu preciso de alguém'' ou ''Quando eu era jovem, mais jovem do que hoje, eu nunca precisei ajuda de ninguém'' provam isso.   
Uma das músicas mais emblemáticas do grupo, obteve bastante sucesso após o seu lançamento e atingiu inclusive o 1º lugar no Billboard Hot 100 e no Top de Singles do Reino Unido. Está na 29º posição na Lista das 500 melhores canções de todos os tempos da Revista Rolling Stone.
Foi uma das primeiras músicas do grupo a ter um tom de seriedade comparada a outras mais inocentes como ''P.S I love you'' e ''Eight days a Week''. John diz em uma entrevista que foi uma das musicas que realmente escreveu com o ''coração''. Até hoje a música recebe diversas paródias e tem uma versão brasileira "Vem", feito pelo Gileno e foi gravado pelo grupo brasileiro The Youngsters. Em 1996, a versão em português foi regravado pelo grupo goiano Bitkids.

## Créditos
- John Lennon – vocal principal, guitarra acústica
- Paul McCartney –  backing vocal, baixo
- George Harrison – backing vocal, guitarra solo
- Ringo Starr – bateria